# Amorphophallus yuloensis
Amorphophallus yuloensis là một loài thực vật có hoa trong họ Ráy (Araceae). Loài này được H.Li mô tả khoa học đầu tiên năm 1988.